# Puerto de Gaza
El puerto de Gaza es un pequeño puerto ubicado en el barrio de Rimal, en la Ciudad de Gaza. Es el puerto base de los barcos pesqueros palestinos y la base de la Policía Naval Palestina, una rama de las Fuerzas de Seguridad Nacional Palestinas. En virtud del Acuerdo de Oslo II, las actividades de su Policía Naval quedaron restringidas a 6 millas náuticas de la costa. Desde 2007, como parte del bloqueo naval impuesto por Israel a la Franja de Gaza, sus actividades se han visto restringidas a la pesca artesanal.

## Historia
La Franja de Gaza ha estado sometida a un estricto bloqueo por tierra, mar y aire. Con una superficie total de 362 kilómetros cuadrados, posee un sistema de transporte deficiente que sólo cuenta con 76 km de carreteras principales, 122 km de carreteras regionales y 99 km de carreteras locales. La Franja tenía un pequeño aeropuerto situado en Rafah, que fue destruido en 2001 por Israel. El puerto fue construido por la Autoridad Nacional Palestina (ANP).

### Maiuma
En épocas anteriores, el puerto de Maiuma, o el Mineh (que significa "el puerto"), se encontraba en la zona. A finales de la época otomana, Pierre Jacotin nombró el lugar "Majumas" en su mapa de 1799.
En 1883, el Survey of Western Palestine señaló que el Mineh era probablemente la antigua Maiuma.
En 2011, ocho columnas romanas que se creía que eran los restos de una iglesia fueron arrastradas a la costa durante una tormenta. En 2013, la Policía Naval Palestina encontró artefactos antiguos que incluían postes y arcilla cocida.

### Desde 1994
En 2002, las fuerzas israelíes atacaron las instalaciones de la Policía Naval palestina en el puerto, después de que los mandos de la Policía Naval se vieran implicados en el asunto Karine A, un intento de introducir en secreto 50 toneladas de armas en barco en Gaza.
En 2007, tras la toma de Gaza por Hamás, Israel impuso un bloqueo a la Franja de Gaza, que incluía un bloqueo naval. Se han producido varios intentos de romper el bloqueo israelí. Israel ha impedido que la mayoría de los barcos atraquen en el puerto de Gaza, pero permitió que dos barcos, que transportaban activistas y algunos suministros, llegaran al puerto en 2008. En 2010, el puerto estaba restringido a barcos de pesca palestinos más pequeños.
En 2010, Hamás profundizó el puerto para preparar la llegada de una flotilla de buques internacionales de mayor tamaño que rompería el bloqueo, construyó un rompeolas e instaló iluminación. Hamás anunció planes para desarrollar el puerto con el fin de hacerlo más accesible a los pescadores y atraer turistas.

## Planes para el puerto marítimo de Gaza
Desde el Acuerdo de Oslo I de 1993, ha habido planes para construir un puerto marítimo mucho más grande en Gaza. Debido al continuo conflicto palestino-israelí, estos planes no se han materializado hasta 2014.
En 2005, Israel aprobó los planes palestinos para reconstruir y completar la construcción de un puerto a pocos kilómetros al sur de la ciudad de Gaza, que había comenzado antes del estallido de la Segunda Intifada en septiembre de 2000. La construcción fue destruida por las fuerzas israelíes junto con el aeropuerto existente en Gaza, cerca de Rafah, tras el estallido de la Segunda Intifada.